# Christo Radewski
Christo Radewski, bułg. Христо Радевски (ur. 10 października 1903 w Beliszu, zm. 14 lutego 1996 w Sofii) – bułgarski poeta, publicysta, satyryk, tłumacz i autor tekstów dla dzieci. Był działaczem ruchu komunistycznego i członkiem Bułgarskiej Partii Komunistycznej od 1927 r.
Radewski urodził się we wsi Belisz, położonej niedaleko miasta Trojan. W 1923 r. ukończył w Łoweczu szkołę pedagogiczną i podjął studia romanistyczne na uniwersytecie sofijskim.
Zadebiutował w 1924 r. na łamach lewicowego czasopisma humorystycznego Zwynar (Dzwonnik). Podjął później współpracę z pismami Nakowałnja, Nowini, a w latach 1929–1934 redagował komunistyczne pismo RLF, którego był współzałożycielem.
Opublikowany w 1932 r. tomik wierszy Kym partijata (Do partii) stał się deklaracją poetycką lewicujących poetów ugrupowania RLF. Była to twórczość nawiązująca do dorobku Christo Smirnenskiego i rosyjskiej poezji lewicowej.
Istotnym elementem twórczości Radewskiego były teksty humorystyczne i satyryczne, opowiadania, felietony i wiersze, publikowane w powojennych tomach Te oszte żiwejat (1959), Satira (1961), 100 basni (1962).
Radewski przekładał na język bułgarski wiersze klasycznych poetów rosyjskich (Puszkina, Lermontowa, Gogola i in.).
W latach 1949–1958 był przewodniczącym Związku Pisarzy Bułgarskich.